# Todor Mitev
Todor 'Tocho' Mitev (Bulgaria; 26 de marzo de 1926-Francia; 17 de agosto de 2002), anarquista búlgaro. Médico de profesión, fue también conocido con el apodo de Doctor Mitev.

## Vida
Nacido el 26 de marzo de 1926, Mitev se unió al movimiento anarquista en 1947. Perseguido en su país por sus actividades políticas, en 1950 cruzó la frontera hacia la Yugoslavia de Tito, donde fue encarcelado durante un tiempo. Luego se dirigió a Italia, hasta que finalmente se estableció en Francia, donde se incorporó con otros compañeros anarquistas búlgaros en el exilio. Terminó en Francia sus estudios de medicina, que había empezado en su país natal.
Colaboró con la revista anarcocomunista Noir et Rouge hasta su disolución, siendo parte de su equipo editorial. Fue miembro de la federación anarquista Grups Anarquistes d'Acció Revolucionària. Igualmente mantuvo contacto con los anarquistas búlgaros en el exilio. Junto a Nikola Tanzerkov, publicarán una revista de actualidad sobre los países de Europa del este, Iztok. Murió en Francia el 17 de agosto de 2002, afectado de cáncer cerebral.

## Obras
- Xristo Botev i negovoto vreme (Hristo Botev y su época), 1954.